# Lijst van abten van Stavelot-Malmedy
Onderstaand een lijst van de abten en prins-abten van de tweeling-abdij van Stavelot-Malmedy en later van het abdijvorstendom Stavelot-Malmedy

## Abten en vorst-abten
- Remaclus ca. 637-652
- Papolin I 652-ca. 660
- Sigolin ca. 660-ca. 666
- Godwin ca. 666-ca. 675
- Papolin II ca. 675-?
- Rabangar I ca. 710
- Abolin
- Crodmar
- Amalger
- Aminger (of Floribert)
- Anglin 727-746
- Agilulf 746-750
- Alberik 750-779
- Sighard 779-791
- Witand 791-815
- Absalom van Stavelot 815-816
- Ando 816-836
- Ratold 836-840
- Harond 840-844
- Ebbo I 844-845
- Ebbo II 845-867
- Hartgar 867-880
- Adelhard I 880-890
- Linfried 890-898
- Richar 898-905
- Raginer 905-913
- Eberhard 913-?
- Giselbert ?-939
- Koenraad I 939-952
- Odilo 952-954
- Werinfried 954-986
- Rabangar II 986-1008
- Bertram 1008-1020
- Poppo I 1020-1048
- Dirk 1048-1080
- Rudolf van Stavelot 1080-1097
- Volmar 1097-1105
- Poppo II 1105-1119
- Koenraad II 1119-1128
- Jan I de Reulant 1128-1130
- Wibald de Pré 1130-1158
- Eriebald 1158-1193
- Gerard I 1193-1209
- Adelhard II 1209-1222
- Frederik von dem Stein 1222-1244
- Nicolaas I 1244-1248
- Hendrik I 1248-1274
- Jan II van Edingen 1274-1281
- Egidius van Falkenstein 1281-1307
- Hendrik II van Bolanden 1307-1334
- Winrich de Pomerio 1334-1343
- Hugo van Auvergne 1343-1373
- Werner de Ockiers 1373-1393
- Walram van Schleiden 1393-1410
- Hendrik III de Visé 1410-1417
- Jan III de Guezaine 1417-1438
- Hendrik IV van Merode 1438-1460
- Caspar Poncin 1460-1499
- Willem I van Manderscheid-Kayl 1499-1546
- Christoffel van Manderscheid-Kayl 1546-1576
- Personele unie met het prinsbisdom Luik 1576-1650
  - Gerard van Groesbeek 1576-1580
  - Ernst van Beieren 1581-1612
  - Ferdinand van Beieren 1612-1650
- Willem II van Beieren 1650-1657
- Maximiliaan Hendrik van Beieren 1657
- Frans I Egon van Fürstenberg 1657-1682
- Willem III Egon van Fürstenberg 1682-1704
- Frans II Jozef van Lotharingen 1704-1715
- Jan IV Ernst van Löwenstein-Rochefort 1715-1731
- Nicolaas II Massin 1731-1737
- Deodaat Drion 1737-1741
- Jozef de Nollet-Bourdon 1741-1753
- Alexander Delmonte 1753-1766
- Jacobus de Hubin 1766-1786
- Celestinus Thys 1786-1794